# Кирополь

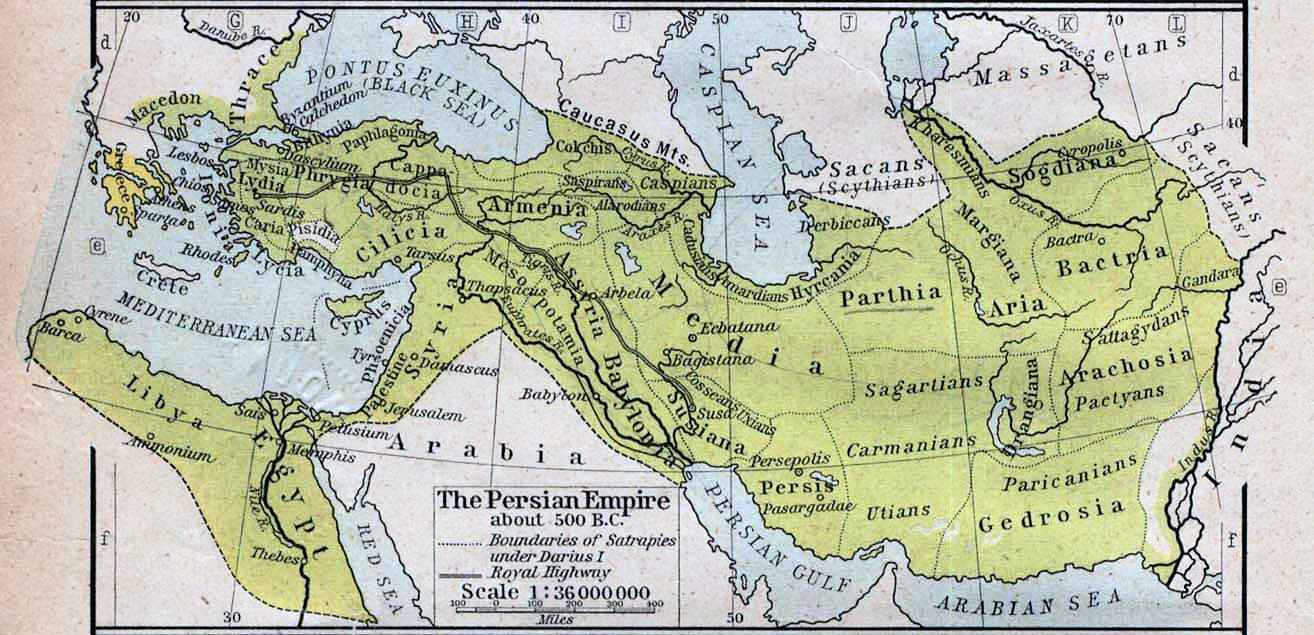
Карта державы Ахеменидов, показывающая местонахождение Кирополя в Согдиане

Кирополь — древний город, основанный Киром Великим на северо-восточной границе державы Ахеменидов.

## Расположение
Фактическое местонахождение этого древнего города в настоящее время не установлено. Предполагается, что Александр Македонский, возможно, основал свой собственный сторожевой город Александрия Эсхата на том же месте, просто переименовав ахеменидский город Кирополь.  Другие версии: средневековый и современный город Худжанд на севере Таджикистана ; Джизак на реке Яксарт;  и Ура-Тюбе, современный город Истаравшан.
Хотя некоторые ученые связывают Кирополь с городом Истаравшан (современный Куркат у Сырдарьи), который в настоящее время кажется наиболее убедительной версией местонахождения города отчасти из-за того, что его местоположение соответствует античным источникам. Однако на сегодняшний день не было археологических свидетельств, которые могли бы решить этот вопрос. Хотя Муг-Тепе, цитадель Ура-Тюбе в Истаравшане, содержит пласты, датируемые IV веком до н. э. относятся к более позднему периоду.

## История
Кирополь и область вокруг него использовались как своего рода буферный регион для греческого населения, восстававшего против Персии, куда их переселяли с их родины вокруг береговой линии современной Турции, региона, в основном заселенного греками за тысячу лет до его завоевания Персией при Ксерксе и его преемниках. Ко времени конфликта с Александром Македонским здесь было большое греческое население и культура.
Кирополь был крупнейшим из семи городов региона, который Александр Македонский намеревался завоевать в 329 г. до н.э. Его целью было завоевание Согдианы . Александр сначала послал Кратера в Кирополь, крупнейший из городов, удерживающих Согдиану, против войск Александра. Указания Кратера заключались в том, чтобы «занять позицию недалеко от города, окружить его рвом и частоколом, а затем собрать такие осадные машины, которые могли бы подойти для его целей. . . ." План заключался в том, чтобы сосредоточить жителей на собственной защите и не дать им отправить помощь в другие города. Начав с Газзы, Александр продолжил завоевание других окрестных городов. Пять из семи городов были взяты за два дня. Многие жители были убиты. Затем Александр прибыл в Кирополь, который был лучше всего укрепленным из городов и имел самое большое население. У него также были, по общему мнению, лучшие бойцы региона.
Александр разрушил оборону Кирополя с помощью осадных орудий. Пока продолжался обстрел, Александр приказал некоторым своим войскам пробраться через высохший ручей, проходящий под городской стеной. Александр также присоединился к этой миссии и, оказавшись среди своих солдат, открыл городские ворота, чтобы пропустить свои атакующие силы. Как только туземцы увидели, что город взят, они яростно обрушились на нападавших. Александр получил сильный удар камнем, который упал ему на голову и шею. Кратер был ранен стрелой. Но защитники были отброшены. Арриан оценивает силы защитников примерно в 15 000 бойцов и утверждает, что 8 000 из них были убиты на первом этапе операции. Остальные, по-видимому, искали убежища в центральной крепости города, но через день сдались из-за отсутствия воды. 
Рассказы авторов о том, как прошла битва, различаются. Арриан цитирует Птолемея, сказавшего, что Кирополь сдался с самого начала, и Арриан также заявляет, что, согласно Аристобулу, это место было взято штурмом и все были убиты. 